# 2101 Adonis
2101 Adonis từng là một tiểu hành tinh gần Trái Đất được phát hiện. Nó được Eugene Delporte phát hiện năm 1936 và đặt tên là Adonis, một người trẻ đẹp mà Venus thương yêu. 2101 Adonis được tin là có đường kính khoảng 1 km.